# Klaus Wivel
Klaus Wivel (født 21. januar 1971 i Gentofte) er en dansk redaktør, journalist og forfatter.

## Baggrund
Han er vokset op i Holte og bor i København. Hans to ældre brødre er standupkomikeren Thomas Wivel (f.1967) og elinstallatør og selvstændige erhvervsdrivende Anders Wivel (f.1968). Faderen er journalist og tidl. chefredaktør ved Information,Weekendavisen og Berlingske Tidende, Peter Wivel, og hans onkler tidligere kulturredaktør ved Weekendavisen, Henrik Wivel og kunsthistorikeren Mikael Wivel.[kilde mangler]
Klaus Wivel er uddannet cand.mag. i dansk og kommunikation på Roskilde Universitetscenter og har læst to år på Det hebræiske Universitet i Jerusalem. Han er gift med Margrethe Wivel (f. 1972), områdechef i Rudersdal Kommune. Margrethe Wivel er tidligere forstander på Settlementet på Vesterbro og tidligere medlem af Borgerrepræsentationen i København for Det Radikale Venstre.

## Karriere
Wivel er redaktionschef på Weekendavisen, hvor han har arbejdet siden 1998. Han har været litteraturredaktør fra 2000 til 2009 og har fungeret som udlands-, indlands-, sports- og kulturskribent. Han er vidtfavnende, men har i særlig grad dækket den israelsk-palæstinensiske konflikt.
Han har været fellow ved German Marshall Fund i Washington D.C. i 2003.
Weekendavisens USA-korrespondent fra 2013 til 2015, bosat i New York.
Hans bog Den sidste nadver (2013) om, hvorfor kristne forlader de arabiske lande, fik betydelig omtale og er udkommet i Norge og Sverige. I 2016 udkom den i en opdateret amerikansk udgave på The New Vessel Press. Gul feber (2013), cykelrytteren Michael Rasmussens selvbiografi, som blev en bestseller, er udkommet i Holland.